# Ich ruf zu dir, Herr Jesu Christ, BWV 177
Ich ruf zu dir, Herr Jesu Christ (BWV 177) ist eine Kirchenkantate von Johann Sebastian Bach, die er in Leipzig für den vierten Sonntag nach Trinitatis komponierte und zum ersten Mal am 6. Juli 1732 aufführte. Der Kantatentext setzt sich aus den fünf Strophen einer Hymne von Johannes Agricola zusammen.

## Geschichte
Bach komponierte die Kantate in Leipzig erst 1732, um seinen zweiten jährlichen Kantatenzyklus von 1724/25 abzuschließen, dem eine Kantate für den vierten Sonntag nach Trinitatis fehlte, da dieser Sonntag 1725 das Mariä Heimsuchung im Jahr 1725 gewesen war und Bach dafür die Kantate Meine Seel erhebt den Herren, BWV 10 geschrieben hatte.
Die vorgeschriebenen Schriftlesungen für diesen Sonntag stammten aus dem Brief des Paulus an die Römer: „Denn die Schöpfung wartet sehnsüchtig auf das Offenbarwerden der Söhne Gottes.“ (Römer 8,18–23 ) und aus der Feldrede im Evangelium nach Lukas: Die Ermahnung, „barmherzig zu sein“, „nicht zu richten“ (Lukas 6,36–42 ).
Der Kantatentext setzt sich aus den unveränderten fünf Strophen einer Hymne von Johannes Agricola (um 1530) zusammen, die eine Haupthymne für den Sonntag ist, die auch in Bachs Kantate Barmherziges Herze der ewigen Liebe, BWV 185, in Weimar geschrieben, verwendet wird. In Gelobet sei der Herr, mein Gott, BWV 129, das auch zur Vervollständigung des zweiten jährlichen Zyklus von Chorkantaten komponiert wurde, verwendete Bach auch die unveränderten Worte des Chors, die sich von den ursprünglich für den Zyklus komponierten Kantaten unterschieden.
Bach führte die Kantate zum ersten Mal am 6. Juli 1732 auf.

## Besetzung und Aufbau
Die fünfteilige Kantate ist für drei Solisten (Sopran, Alt und Tenor), einen vierstimmigen Chor, zwei Oboen, zwei Oboe da caccias, zwei Violinen, einer Bratsche, dem Generalbass, einer obligaten Violine und einem obligaten Fagott besetzt.
1. Chor: Ich ruf zu dir, Herr Jesu Christ
2. Alt: Ich bitt noch mehr, o Herre Gott
3. Sopran: Verleih, daß ich aus Herzensgrund
4. Tenor: Laß mich kein Lust noch Furcht von dir
5. Choral: Ich liege im Streit und widerstreb.

## Musik
Ähnlich wie bei den meisten Choralkantaten handelt es sich beim Eröffnungschor um eine Choralfantasie, in der der Chor zeilenweise vorkommt und der Cantus firmus von der Sopranistin gesungen wird. Den meisten Zeilen gehen Notierungen der anderen Stimmen voraus, die unabhängig von der Choralmelodie Motive imitieren. In der sechsten Zeile wird das Imitationsmotiv aus dem Choral übernommen. In den beiden letzten Zeilen acht und neun treten die unteren Stimmen zusammen mit der Sopranistin ein. Die Vokalstruktur ist eingebettet in ein Konzert aus Solovioline und zwei Oboen, die den Cantus firmus als Colla parte mit Sopran, Streichinstrumenten und dem Generalbass spielen.
Die drei Arien für die folgenden Strophen zeigen eine zunehmende instrumentelle Komplexität. Vers 2 wird nur von Generalbass begleitet, Vers 3 von Oboe da caccia, Vers 4 von der seltenen Kombination von Violine und Fagott. Der Musikwissenschaftler Julian Mincham beobachtet dies als eine „Reise von Unsicherheit und Zweifel zu Wärme und Akzeptanz und schließlich zu Freude und Jubel“.
Im finalen Choral setzt Bach Verzierungen für die Ausdruckskraft ein.

## Aufnahmen
- Die Bach Kantate Vol. 41, Helmuth Rilling, Gächinger Kantorei Stuttgart, Bach-Collegium Stuttgart, Arleen Augér, Julia Hamari, Peter Schreier, Hänssler 1981
- J. S. Bach: Das Kantatenwerk – Sacred Cantatas Vol. 9, Nikolaus Harnoncourt, Tölzer Knabenchor, Concentus Musicus Wien, soloists of the Tölzer Knabenchor, Kurt Equiluz, Teldec 1988
- Bach Cantatas Vol. 3, John Eliot Gardiner, Monteverdi Choir, English Baroque Soloists, Magdalena Kožená, Nathalie Stutzmann, Paul Agnew, conductor Soli Deo Gloria 2000
- J. S. Bach: Complete Cantatas Vol. 21, Ton Koopman, Amsterdam Baroque Orchestra & Choir, Sandrine Piau, Bogna Bartosz, Christoph Prégardien, Antoine Marchand 2003
- J. S. Bach: Cantatas for the Complete Liturgical Year Vol. 2, Sigiswald Kuijken, La Petite Bande, Siri Thornhill, Petra Noskaiová, Christoph Genz, Accent 2005